# 5539 Limporyen
5539 Limporyen è un asteroide della fascia principale. Scoperto nel 1965, presenta un'orbita caratterizzata da un semiasse maggiore pari a 2,4355996 UA e da un'eccentricità di 0,1564433, inclinata di 1,82508° rispetto all'eclittica.